# Eurocamp
Eurocamp è un’agenzia turistica britannica con sede a Cheshire che organizza vacanze all'aria aperta organizzate in Europa continentale. L'azienda collabora con campeggi e villaggi turistici terzi per offrire vacanze al mare, in città e in campagna in circa 180 parchi in Europa, comprese destinazioni in Francia, Italia, Spagna, Portogallo, Paesi Bassi, Austria, Svizzera, Germania, Lussemburgo e Croazia.
Eurocamp offre, come parte dei suoi pacchetti vacanze, servizi come il miniclub e intrattenimento per i bambini.

## Storia
Fondata nel 1973 da Alan Goulding a Knutsford, nel Cheshire, Eurocamp Travel Ltd offriva vacanze in tenda preinstallata in un unico campeggio in Bretagna.
Nel 1981, Goulding vendette l'azienda a conduzione familiare al gruppo commerciale Combined English Stores, successivamente acquisito da Next plc nel 1987. Durante gli anni ottanta, Eurocamp ampliò la propria offerta con nuove destinazioni e introdusse le case mobili tra le sistemazioni disponibili.
Nel 1987 fu lanciato il servizio Eurocamp Independent, destinato a campeggiatori dotati di proprie tende o camper, i quali potevano comunque usufruire dei servizi Eurocamp.
Dopo un management buyout nel 1988, Eurocamp PLC fu quotata alla Borsa di Londra nel 1991. A metà degli anni novanta, Eurocamp si espanse con acquisizioni anche al di fuori del settore del campeggio, tra cui la fusione con Superbreak nel 1995. Nel 1998, Eurocamp plc acquisì Keycamp Holidays e cambiò nome in Holidaybreak plc. In quegli anni furono acquisite anche le concorrenti Sunsites e French Country Camping. Il prodotto Eurosites di Airtours fu acquistato nel 2002, lasciando pochi concorrenti attivi, tra cui Haven come principale rivale.
Nel 2011, la società globale di viaggi Cox & Kings acquistò Holidaybreak plc, con Eurocamp come principale componente della sua divisione campeggi. Nel 2014, Eurocamp è stata acquistata dal gruppo francese Homair Vacances per 90 milioni di sterline.